# كريم محمد علاوي
كريم محمد علاوي هو لاعب عراقي سابق بكرة القدم من مواليد عام 1960.

## حياته
لعب كريم محمد علاوي لمنتخب العراق في ثمانينات القرن الماضي.
سجل أهدافًا عديدة للمنتخب العراقي لعل أشهرها هدفه في مرمى قطر من وضع ( الدبل كيك ) في تصفيات كأس العالم 1986 في المباراة التي جرت في مدينة كلكتاالهندية.
كريم محمد علاوي هو شقيق اللاعب العراقي الآخر خليل محمد علاوي الذي كان يلعب معه في صفوف المنتخب العراقي، وقد لعب الشقيقان علاوي مع المنتخب العراقي في بطولة كأس العالم 1986 في المكسيك.
وسجل [كريم] 52 هدفا في 313 مباراة لعبها ما بين 1979 - 1995 .

## روابط خارجية
- كريم محمد علاوي على موقع الاتحاد الدولي (مؤرشف)  (الإنجليزية)
- كريم محمد علاوي على موقع قاعدة بيانات كرة القدم.إي يو (الإنجليزية)
- كريم محمد علاوي على موقع ناشيونال فوتبول تيمز (الإنجليزية)
- كريم محمد علاوي على موقع Soccerway.com (الإنجليزية)
- كريم محمد علاوي على موقع أوليمبيديا (الإنجليزية)